# Đại hội Thể thao Đông Nam Á 2021
Đại hội Thể thao Đông Nam Á 2021 (tiếng Anh: 2021 Southeast Asian Games), thường được gọi là SEA Games 31 hoặc Việt Nam 2021, là kỳ SEA Games lần thứ 31 – sự kiện thể thao đa môn cấp khu vực được tổ chức hai năm một lần. Kỳ đại hội này diễn ra tại Hà Nội và một số tỉnh, thành lân cận từ ngày 12 đến ngày 23 tháng 5 năm 2022.
Ban đầu, SEA Games 31 được lên kế hoạch tổ chức từ ngày 21 tháng 11 đến ngày 2 tháng 12 năm 2021, nhưng đã phải hoãn lại do đại dịch COVID-19 tại Việt Nam. Đại hội bao gồm 523 nội dung thi đấu thuộc 40 môn thể thao khác nhau, phần lớn trong số đó nằm trong chương trình Olympic – điều trái ngược với kỳ đại hội trước đó. Đây là lần thứ hai Việt Nam đăng cai SEA Games, sau lần đầu tiên vào năm 2003. Trước đó, Việt Nam cũng từng giành quyền đăng cai Đại hội Thể thao châu Á 2018 nhưng sau đó đã rút lui vì lý do tài chính.
Đoàn thể thao Việt Nam đã đứng đầu bảng tổng sắp huy chương lần đầu tiên sau 19 năm, giành được 205 huy chương vàng (nhiều nhất từ trước đến nay của một quốc gia), cùng với 125 huy chương bạc và 106 huy chương đồng, tổng cộng 446 huy chương. Đứng sau Việt Nam lần lượt là Thái Lan và Indonesia, với Philippines và Singapore hoàn thành top 5.

## Bầu chọn chủ nhà
Hà Nội và Thành phố Hồ Chí Minh đều nộp hồ sơ dự thầu để tổ chức đại hội thể thao. Trong khi Thành phố Hồ Chí Minh là địa điểm được ưa chuộng ban đầu bởi vai trò đầu tàu kinh tế và giải trí của cả nước, nhưng chưa được đầu tư hạ tầng thể thao xứng đáng, chưa từng được chọn làm địa điểm trung tâm cho sự kiện thể thao quốc tế lớn và quy mô, Hà Nội được coi là địa điểm ưu tiên do các cơ sở hạ tầng thể thao hiện có nhờ vai trò là thủ đô và đã được đầu tư để tổ chức SEA Games 2003.

### Hà Nội
Theo đề xuất của Hà Nội đệ trình lên Bộ Văn hóa, Thể thao và Du lịch, thành phố sẽ chi 1,4 nghìn tỷ đồng Việt Nam (77 triệu đô la Mỹ) cho việc chuẩn bị và tổ chức Đại hội thể thao 2 tuần diễn ra từ cuối tháng 11 đến tháng 12. 97 tỷ đồng (4,3 triệu đô la Mỹ) dự kiến sẽ được kiếm lại từ bản quyền phát sóng, quảng cáo, nhà tài trợ và các khoản đóng góp khác.

### Thành phố Hồ Chí Minh
Vào tháng 12 năm 2017, Ủy ban Thường vụ Thành phố Hồ Chí Minh của Đảng Cộng sản Việt Nam đã phê chuẩn đề xuất chủ nhà của thành phố. Theo đề nghị này, chi phí trực tiếp để làm chủ nhà tại đại hội thể thao được ước tính là 7,48 nghìn tỷ đồng (330 triệu đô la Mỹ), trong đó 6,6 nghìn tỷ đồng (290 triệu đô la Mỹ) được chi tiêu vào các cơ sở hạ tầng thể thao đang nâng cấp và 904 tỷ đồng (40 triệu đô la Mỹ) về chi phí tổ chức. Tuy nhiên, cần thêm 8,2 nghìn tỷ đồng (360 triệu đô la Mỹ) để xây dựng Khu liên hợp thể thao Rạch Chiếc trong khi một làng vận động viên sẽ không được xây dựng. Đại hội thể thao sẽ diễn ra trong 12 ngày vào giữa tháng 8 và chứng kiến 30-36 môn thể thao được tranh tài. Các tỉnh Đồng Nai và Bình Dương cũng sẽ tổ chức một phần của đại hội thể thao.

### Quyết định
Vào ngày 9 tháng 7 năm 2018, Chính phủ Việt Nam đã chọn Hà Nội là nơi tổ chức Đại hội Thể thao Đông Nam Á lần thứ 31 và Đại hội Thể thao Người khuyết tật Đông Nam Á 2021. Vào ngày 13 tháng 11 năm 2019, Thủ tướng Việt Nam Nguyễn Xuân Phúc đã ký quyết định phê duyệt Hà Nội đăng cai Đại hội. Theo Quyết định 1616/QĐ-TTg, Đại hội Thể thao Đông Nam Á 2021 sẽ được tổ chức từ ngày 21 tháng 11 đến ngày 2 tháng 12 năm 2021 trong khi Đại hội Thể thao Người khuyết tật Đông Nam Á lần thứ 11 sẽ được tổ chức vào cuối tháng 12 năm 2021. Đài Truyền hình Việt Nam (VTV) và Đài Tiếng nói Việt Nam (VOV) được chỉ định làm tổ chức phát sóng trực tiếp Lễ Khai mạc, Lễ Bế mạc và các ngày thi đấu.

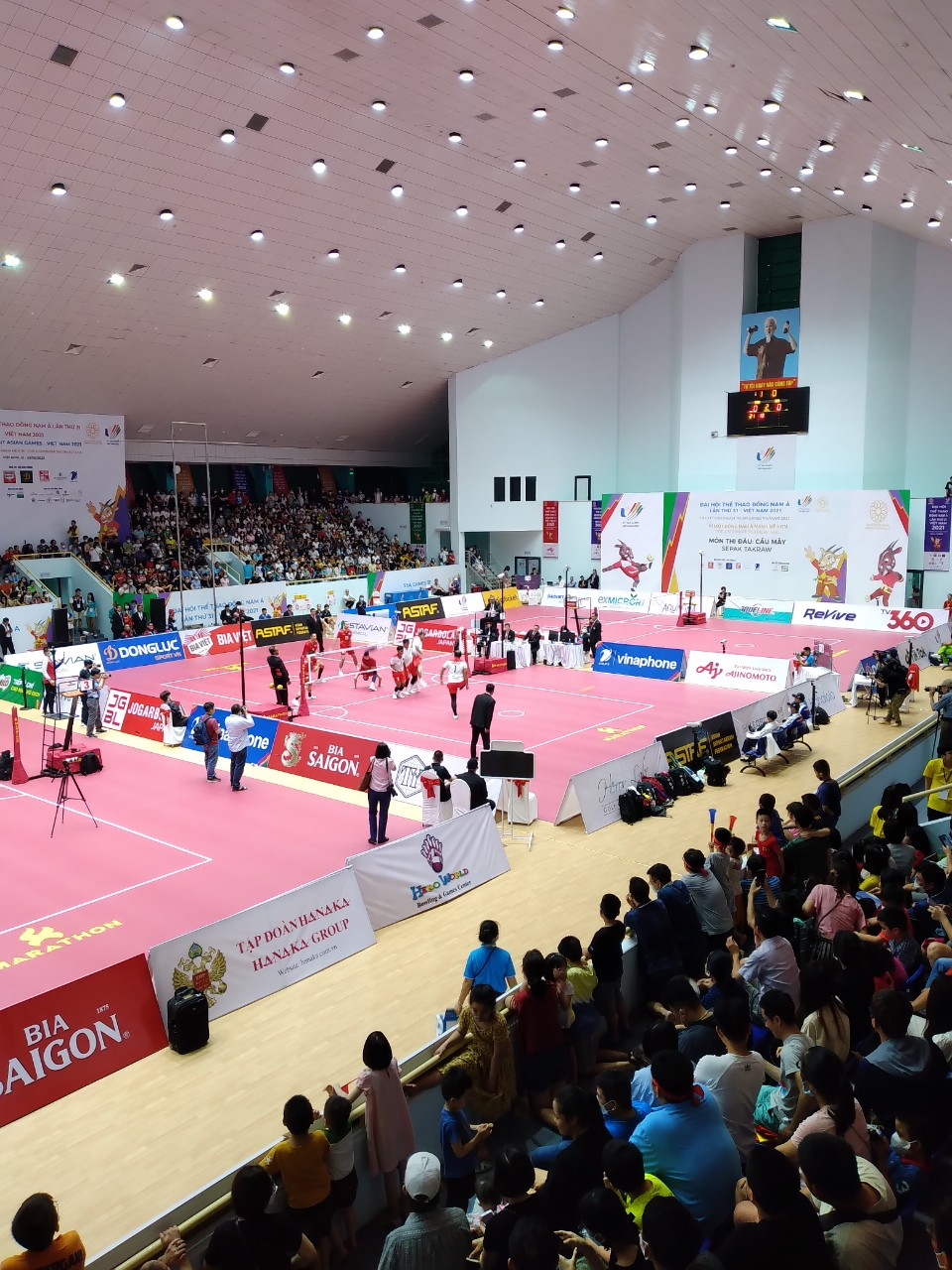
Trận đấu cầu mây ở Hà Nội

### Tác động của đại dịch COVID-19
Do ảnh hưởng của dịch COVID-19 kéo dài nên các hạng mục chuẩn bị chậm tiến độ hơn so với dự kiến, đặc biệt là việc sửa chữa, nâng cấp các công trình phục vụ SEA Games. Quan điểm của ban tổ chức là SEA Games chỉ có thể diễn ra trong điều kiện đảm bảo an toàn phòng, chống dịch, mà trên hết là sự an toàn cho các vận động viên, huấn luyện viên và những người tham gia tổ chức SEA Games 31. Trước tình hình trên, ngành thể thao chỉ có thể tiến hành chuẩn bị các hạng mục trong phạm vi và điều kiện cho phép. Mọi công tác chuẩn bị cũng như đề xuất đều dựa trên diễn biến của dịch bệnh.

## Tạm hoãn và dời năm tổ chức
Dự kiến ban đầu được tổ chức từ ngày 21 tháng 11 đến ngày 2 tháng 12 năm 2021, tuy nhiên đến ngày 9 tháng 6 năm 2021, Ủy ban Olympic Việt Nam đã kiến nghị tổ chức SEA Games 31 vào tháng 7 năm 2022 do "số ca nhiễm COVID-19 đang gia tăng ở nước này, đặc biệt là ở miền Bắc, nơi công tác chuẩn bị cơ sở vật chất, hạ tầng phục vụ SEA Games đang bị đình trệ", theo lời Chủ tịch Uỷ ban Olympic Malaysia Mohamad Norza. Myanmar và chủ nhà Việt Nam ủng hộ đề xuất này, trong khi Lào trung lập, còn lại Brunei, Campuchia, Indonesia, Malaysia, Thái Lan, Philippines, Singapore và Đông Timor đồng loạt phản đối. Tới ngày 24 tháng 6, trong cuộc họp trực tuyến của Liên đoàn Thể thao Đông Nam Á (SEAGF), một trong những đề xuất được đưa ra xem xét là dời SEA Games 31 tới tháng 4 hoặc tháng 5 năm 2022.
Chiều ngày 8 tháng 7, trong buổi họp báo thường kỳ của Bộ Ngoại giao Việt Nam, người phát ngôn Lê Thị Thu Hằng đã xác nhận SEA Games 31 sẽ được hoãn sang thời điểm khác phù hợp hơn, "nhằm đảm bảo yêu cầu phòng chống dịch và an toàn cho các thành phần tham gia". Điều này cũng được thông qua tại phiên họp trực tuyến của SEAGF với Uỷ ban Olympic các quốc gia thành viên diễn ra cùng ngày, và nhận được sự ủng hộ tuyệt đối của các quốc gia. Kể từ đó, Việt Nam vẫn chưa đưa ra câu trả lời rõ ràng về thời gian tổ chức SEA Games 31, và SEAGF đã cho Việt Nam thời hạn đến tháng 10 năm 2021 để đưa ra quyết định của mình, nếu không sự kiện sẽ bị hủy bỏ. Trong một diễn biến khác, Chính phủ và Bộ Chính trị Ban Chấp hành Trung ương Đảng Cộng sản Việt Nam đã đồng ý với đề nghị của Bộ Văn hoá, Thể thao và Du lịch, Ban tổ chức SEA Games 31 về việc lùi thời gian tổ chức SEA Games đến quý 2 năm 2022, nhưng sẽ không đăng cai tổ chức ASEAN Para Games 11 tại Hà Nội.
Quyết định cuối cùng được đưa ra vào đầu tháng 11 năm 2021, nêu rõ Đại hội Thể thao Đông Nam Á 2021 sẽ được ấn định tổ chức từ ngày 12 tháng 5 đến 23 tháng 5 năm 2022. Mặc dù vậy, tên gọi Hà Nội 2021 trong tên sự kiện vẫn được giữ nguyên, tương tự như UEFA Euro 2020, Olympic Tokyo 2020 và AFF Suzuki Cup 2020 dù các sự kiện này đều được dời sang năm 2021.

## Chuẩn bị
Ban tổ chức SEA Games (SEAGOC) đã được Việt Nam thành lập vào tháng 4 năm 2020 nhằm chuẩn bị, lên và thực hiện kế hoạch tổ chức Đại hội.

### Kinh phí
Do đại dịch COVID-19, Việt Nam buộc phải cắt giảm kinh phí tổ chức Đại hội. Tổng kinh phí chính phủ Việt Nam dành để tổ chức Đại hội ước tính vào khoảng 1,6 nghìn tỷ đồng (63,9 triệu đô la Mỹ). Trong đó, 980,3 tỷ đồng (42,3 triệu đô la Mỹ) là kinh phí tổ chức, còn 602,3 tỷ đồng (25,9 triệu đô la Mỹ) được dùng cho công tác nâng cấp và sửa chữa các công trình do Bộ Văn hóa, Thể thao và Du lịch quản lý. Chính quyền các tỉnh chịu trách nhiệm cải tạo các công trình do địa phương quản lý. Ngoài đường đua xe đạp mới ở Hòa Bình và cụm sân quần vợt trong khuôn viên Trung tâm Huấn luyện và Thi đấu Thể dục thể thao Hà Nội (do Ủy ban Nhân dân Hà Nội quản lý), không có thêm công trình nào được xây mới. Vào ngày 1 tháng 4 năm 2022, chính phủ Việt Nam đã phê duyệt khoản ngân sách bổ sung 449 tỷ đồng (19,65 triệu đô la Mỹ) cho Đại hội. Số tiền này được trích từ ngân sách quốc gia cho sự nghiệp thể dục thể thao năm 2022. Bốn bộ, ngành Trung ương sẽ được hỗ trợ 378,3 tỷ đồng, Hà Nội và 11 tỉnh khác được hỗ trợ thêm 70,7 tỷ đồng.
Doanh thu từ công tác tổ chức Đại hội dự định đạt 226,6 tỷ đồng (9,7 triệu đô la Mỹ), trong đó 136,6 tỷ đồng là thu ăn ở của các đoàn tham dự và 65 tỷ đồng tới từ bản quyền phát sóng.

### Địa điểm
Thủ đô Hà Nội sẽ đóng vai trò trung tâm chính và 11 tỉnh, thành phố lân cận, gồm: Bắc Ninh, Hải Phòng, Hải Dương, Quảng Ninh, Hà Nam, Nam Định, Ninh Bình, Hòa Bình, Vĩnh Phúc, Bắc Giang, Phú Thọ. Kỳ đại hội này sẽ không xây dựng làng vận động viên, các đoàn tham dự sẽ ở tại các khách sạn gần khu vực thi đấu. Theo kế hoạch ban đầu, một cụm sân quần vợt mới tại Trung tâm Huấn luyện và Thi đấu Thể dục thể thao Hà Nội sẽ được xây dựng cũng như xây dựng lại toàn bộ Sân vận động Hàng Đẫy để tổ chức các trận bóng đá nam. Cả hai dự án đều gặp vướng mắc, chậm triển khai và không thể hoàn thành kịp thời điểm tổ chức Đại hội. Do đó, địa điểm tổ chức môn quần vợt được đề xuất chuyển về tỉnh Bắc Ninh, còn vòng bảng môn bóng đá nam sẽ được tổ chức tại Sân vận động Việt Trì và Sân vận động Thiên Trường. Ngày 24 tháng 3 năm 2021, địa điểm tổ chức môn Thể thao điện tử được Bộ Văn hóa, Thể thao và Du lịch và Hội Thể thao điện tử giải trí Việt Nam (VIRESA) công bố

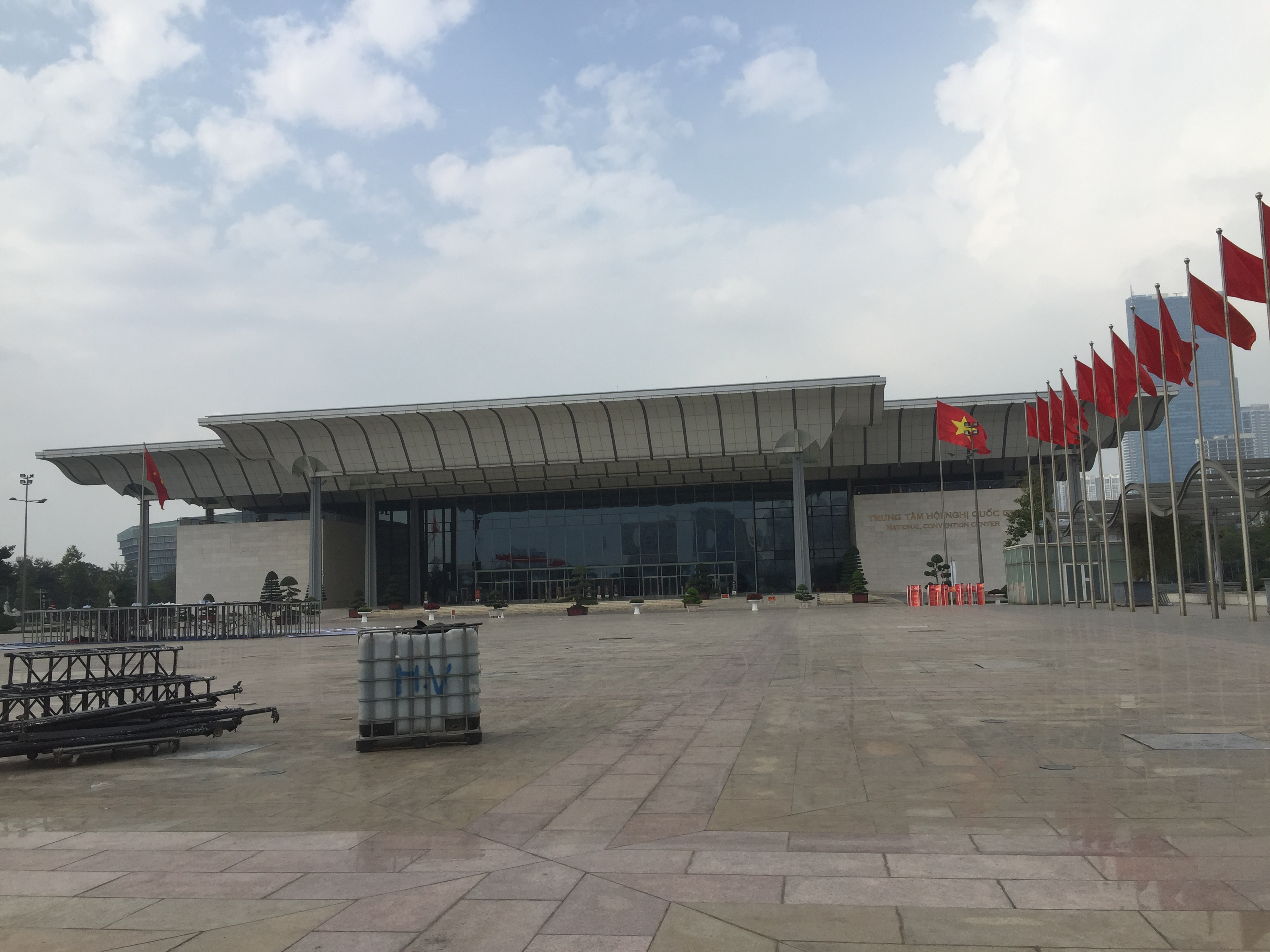
Trung tâm Hội nghị Quốc gia tổ chức các nội dung thi đấu môn thể thao điện tử

#### Địa điểm thi đấu

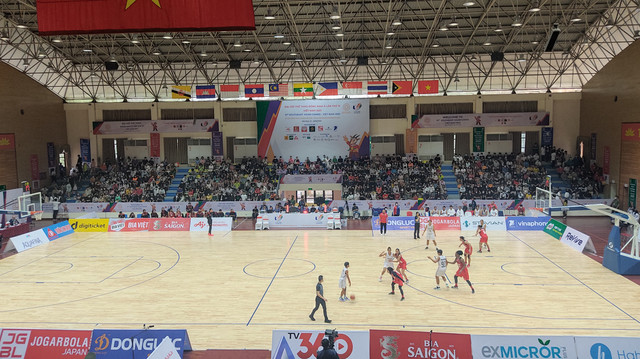
Nhà thi đấu Thanh Trì tổ chức môn bóng rổ 3x3 và 5x5

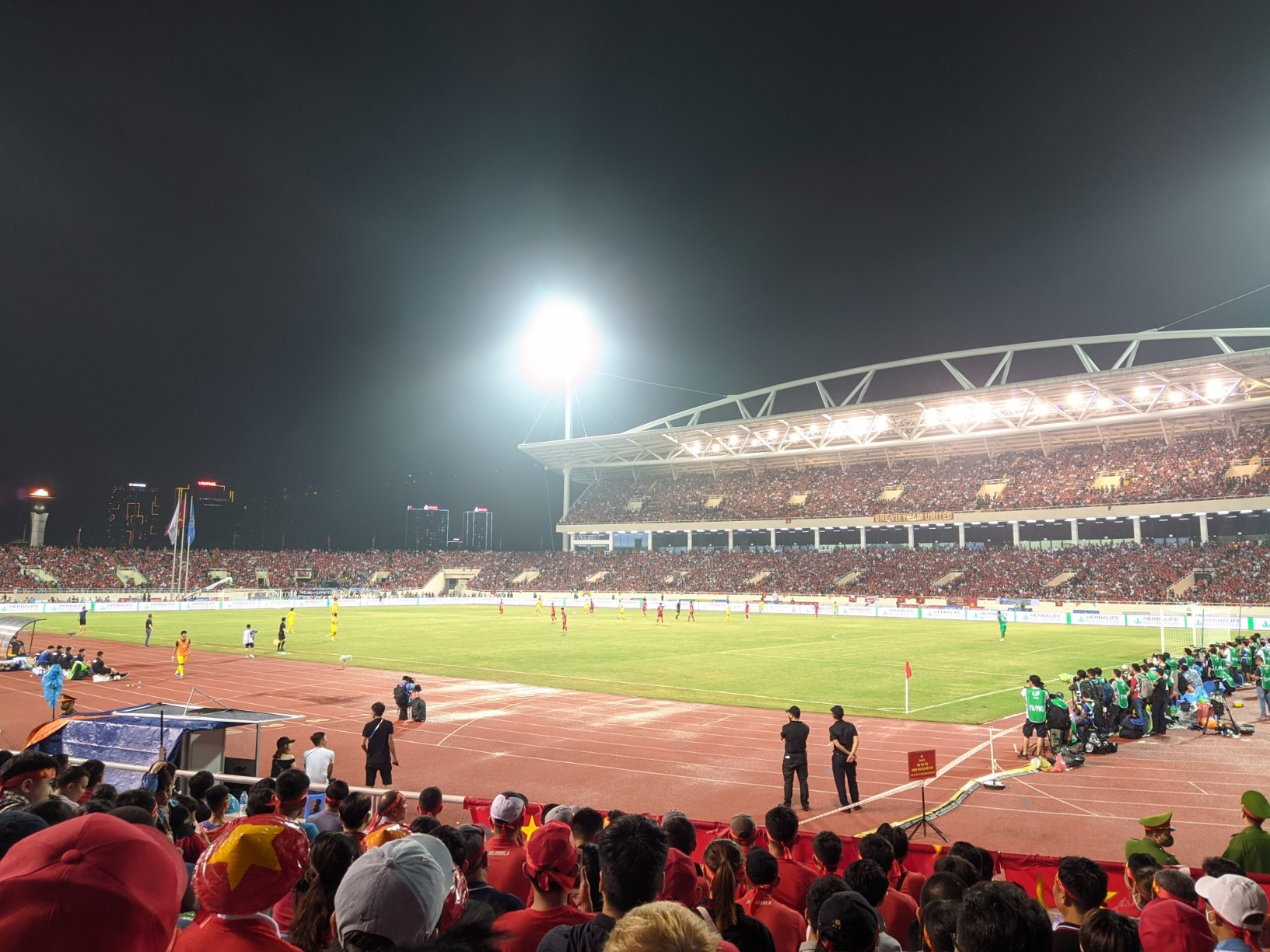
Sân vận động Quốc gia Mỹ Đình tổ chức lễ khai mạc và trận chung kết bóng đá nam, các nội dung môn điền kinh

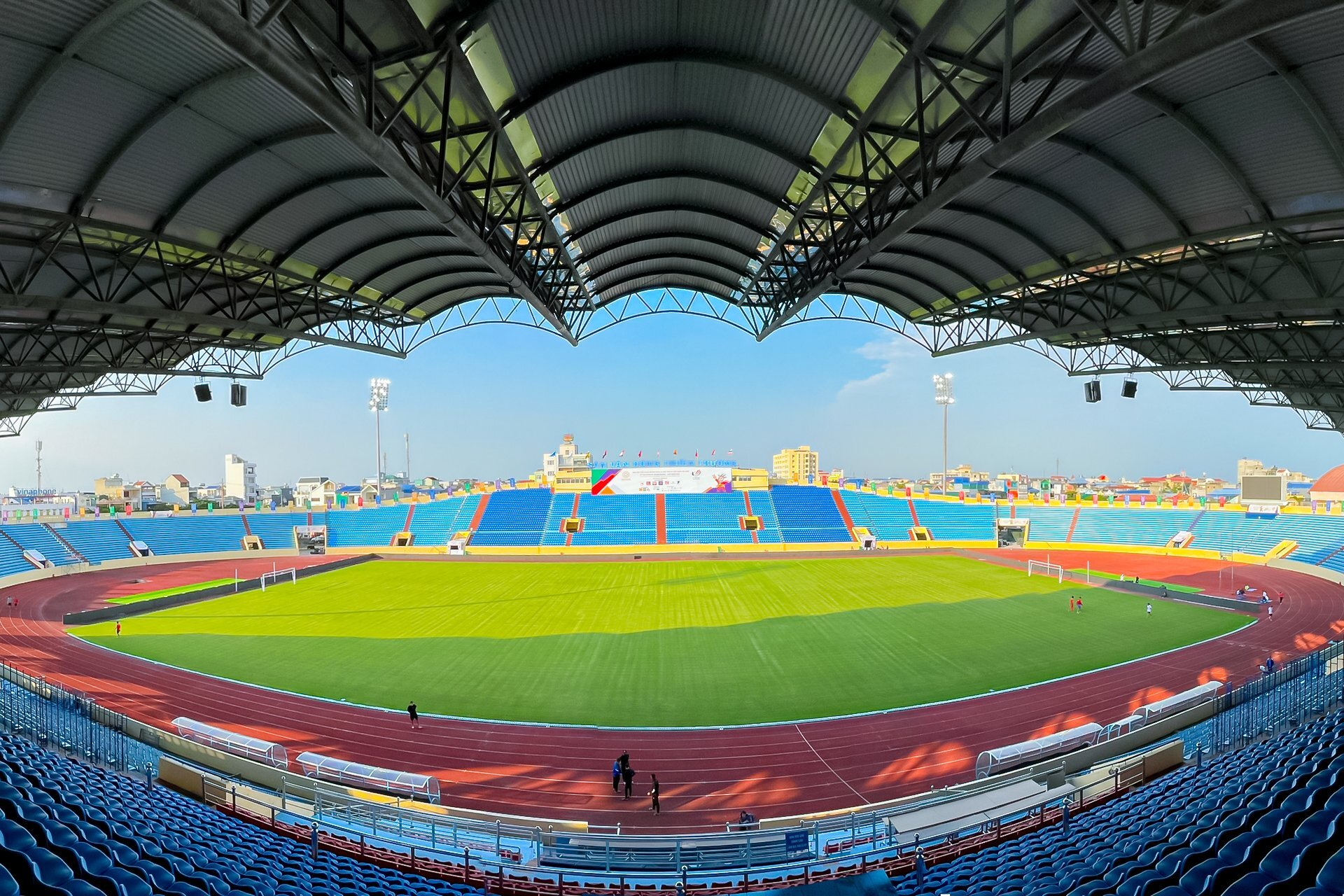
Sân vận động Thiên Trường tổ chức một số trận bóng đá nam

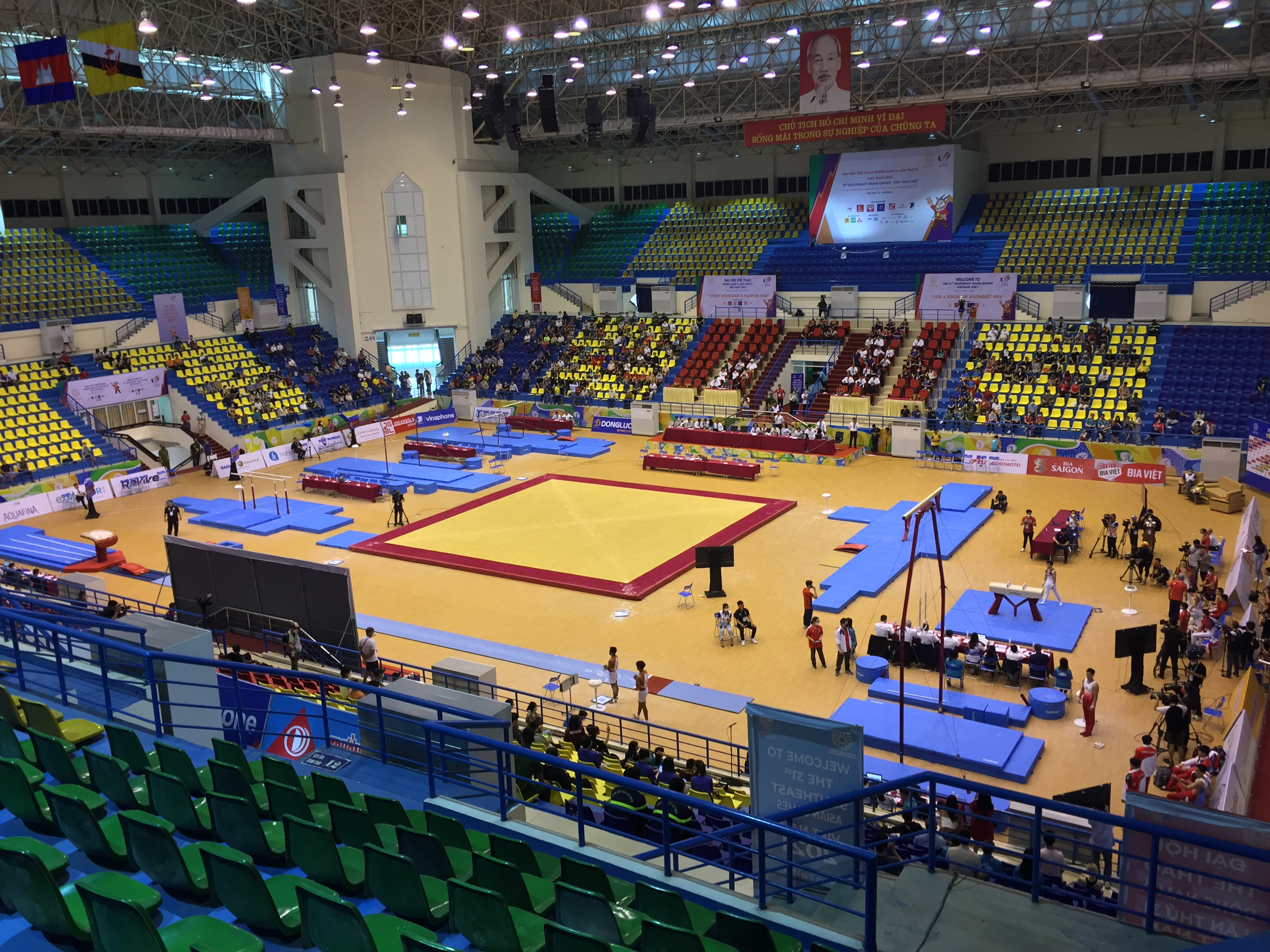
Cung thể thao Quần Ngựa tổ chức tất cả các nội dung môn thể dục dụng cụ

| Tỉnh/Thành phố | Địa điểm                                                | Nội dung                                                               | Sức chứa                       | TK.                            |
| -------------- | ------------------------------------------------------- | ---------------------------------------------------------------------- | ------------------------------ | ------------------------------ |
| Hà Nội         | Khu liên hợp Thể thao Quốc gia                          | Khu liên hợp Thể thao Quốc gia                                         | Khu liên hợp Thể thao Quốc gia | Khu liên hợp Thể thao Quốc gia |
| Hà Nội         | Sân vận động Quốc gia Mỹ Đình                           | Lễ khai mạc, Bóng đá nam (chung kết, tranh huy chương đồng), Điền kinh | 40.192                         | [ 28 ]                         |
| Hà Nội         | Cung thể thao dưới nước Mỹ Đình                         | Bơi, Nhảy cầu, Lặn                                                     | 5.800                          | [ 29 ]                         |
| Hà Nội         | Cung thi đấu điền kinh trong nhà Hà Nội                 | Đấu kiếm, Lễ bế mạc                                                    | 3.094                          | [ 28 ]                         |
| Hà Nội         | Trung tâm Huấn luyện và Thi đấu Thể dục thể thao Hà Nội |                                                                        |                                |                                |
| Hà Nội         | Nhà văn hóa                                             | Cử tạ, Thể hình                                                        | 1.111                          | [ 28 ]                         |
| Hà Nội         | Sân bi sắt                                              | Bi sắt                                                                 |                                | [ 28 ]                         |
| Hà Nội         | Trung tâm huấn luyện thể thao quốc gia                  | Bắn súng, Bắn cung                                                     |                                | [ 30 ]                         |
| Hà Nội         | Khác                                                    |                                                                        |                                |                                |
| Hà Nội         | Nhà thi đấu Đan Phượng                                  | Jujitsu                                                                | 7.600                          | [ 31 ]                         |
| Hà Nội         | Nhà thi đấu quận Cầu Giấy                               | Wushu                                                                  | 525                            | [ 32 ]                         |
| Hà Nội         | Cung thể thao Quần Ngựa                                 | Thể dục dụng cụ                                                        | 5.500                          | [ 28 ]                         |
| Hà Nội         | Nhà thi đấu quận Bắc Từ Liêm                            | Pencak Silat                                                           | 950                            | [ 33 ]                         |
| Hà Nội         | Nhà thi đấu quận Hà Đông                                | Billiards & Snooker                                                    | 1.850                          | [ 28 ]                         |
| Hà Nội         | Nhà thi đấu quận Hoàng Mai                              | Cầu mây                                                                | 1.000                          | [ 28 ]                         |
| Hà Nội         | Nhà thi đấu quận Long Biên                              | Khiêu vũ thể thao                                                      |                                | [ 28 ]                         |
| Hà Nội         | Nhà thi đấu quận Tây Hồ                                 | Taekwondo                                                              | 2.000                          | [ 28 ]                         |
| Hà Nội         | Nhà thi đấu huyện Gia Lâm                               | Vật                                                                    | 2.400                          | [ 28 ]                         |
| Hà Nội         | Nhà thi đấu huyện Hoài Đức                              | Judo                                                                   | 2.000                          | [ 28 ]                         |
| Hà Nội         | Nhà thi đấu huyện Thanh Trì                             | Bóng rổ                                                                | 1.086                          | [ 28 ]                         |
| Hà Nội         | Nhà thi đấu huyện Sóc Sơn                               | Vovinam                                                                | 934                            | [ 28 ]                         |
| Hà Nội         | Trung tâm Hội nghị Quốc gia                             | Thể thao điện tử                                                       | 3.800                          | [ 34 ]                         |
| Hà Nội         | Khu đô thị Royal City                                   | Bowling                                                                |                                | [ 28 ]                         |
| Bắc Giang      | Nhà thi đấu thể thao tỉnh Bắc Giang                     | Cầu lông                                                               | 4.600                          | [ 28 ]                         |
| Bắc Ninh       | Nhà thi đấu tỉnh Bắc Ninh                               | Boxing, Kickboxing                                                     | 3.000                          | [ 28 ]                         |
| Bắc Ninh       | Nhà thi đấu Trường Đại học Thể dục Thể thao Bắc Ninh    | Bóng ném                                                               | 1.500                          | [ 28 ]                         |
| Bắc Ninh       | Cụm sân quần vợt Hanaka Paris Ocean Park                | Quần vợt                                                               | 3.000                          | [ 28 ]                         |
| Hà Nam         | Nhà thi đấu tỉnh Hà Nam                                 | Futsal                                                                 | 7.500                          | [ 28 ]                         |
| Hải Dương      | Nhà thi đấu tỉnh Hải Dương                              | Bóng bàn                                                               | 2.300                          | [ 28 ]                         |
| Hòa Bình       | —                                                       | Xe đạp đường trường, Xe đạp địa hình                                   | Không hạn chế                  | [ 28 ]                         |
| Vĩnh Phúc      | Nhà thi đấu tỉnh Vĩnh Phúc                              | Muay Thái                                                              | 2.520                          | [ 28 ]                         |
| Vĩnh Phúc      | Sân golf Đầm Vạc                                        | Golf                                                                   |                                | [ 28 ]                         |
| Phú Thọ        | Sân vận động Việt Trì                                   | Bóng đá nam (Bảng A và 1 trận Bán kết)                                 | 18.000                         | [ 28 ]                         |
| Hải Phòng      | Trung tâm Huấn luyện Đua thuyền Hải Phòng               | Canoeing, Rowing, Kayak                                                | N/A                            | [ 28 ]                         |
| Nam Định       | Sân vận động Thiên Trường                               | Bóng đá nam (Bảng B và 1 trận Bán kết)                                 | 30.000                         | [ 28 ]                         |
| Ninh Bình      | Nhà thi đấu Ninh Bình                                   | Karate                                                                 | 3.040                          | [ 28 ]                         |
| Quảng Ninh     | Sân vận động Cẩm Phả                                    | Bóng đá nữ                                                             | 16.000                         | [ 28 ]                         |
| Quảng Ninh     | Nhà thi đấu Trung tâm Thể thao vùng Đông Bắc            | Bóng chuyền                                                            | 6.105                          | [ 28 ]                         |
| Quảng Ninh     | Cung Quy hoạch - Hội chợ và Triển lãm tỉnh Quảng Ninh   | Cờ vua                                                                 | 1.000                          | [ 28 ]                         |
| Quảng Ninh     | Khu nghỉ dưỡng Legacy Yên Tử                            | Cờ tướng                                                               | 800                            | [ 28 ]                         |
| Quảng Ninh     | Bãi biển Tuần Châu                                      | Bóng chuyền bãi biển, Bóng ném bãi biển, Ba môn phối hợp               |                                | [ 28 ]                         |

#### Địa điểm không thi đấu
| Tỉnh/Thành phố | Địa điểm                           | Chức năng                            |
| -------------- | ---------------------------------- | ------------------------------------ |
| Hà Nội         | Tầng 3 Trung tâm Hội nghị Quốc gia | Trung tâm truyền hình quốc tế (IBC)  |
| Hà Nội         | Tầng 3 Trung tâm Hội nghị Quốc gia | Trung tâm báo chí truyền thông (MPC) |

### Tình nguyện viên
Ban tổ chức đã lên kế hoạch tuyển khoảng 3000 tình nguyện viên cho Đại hội, 2000 người trong số đó sống tại Hà Nội. Vào tháng 2 năm 2022, SEAGOC đã bắt đầu làm việc với các trường cao đẳng tại Hà Nội, chủ yếu là Đại học Hà Nội và Viện Đại học Mở Hà Nội để bắt đầu quá trình này. Người nộp đơn bắt buộc phải được tiêm phòng đầy đủ vắc-xin COVID-19. Các tình nguyện viên được chọn sẽ được đào tạo từ tháng 3 đến tháng 4 trước khi được chỉ định đến các địa điểm cụ thể vào tháng 4 năm 2022.

### Rước đuốc
Lễ rước đuốc bắt đầu 31 ngày trước lễ khai mạc, đại diện cho 31 kỳ Đại hội Thể thao Đông Nam Á. Hành trình bắt đầu tại Đền Hùng, tỉnh Phú Thọ vào ngày 11 tháng 4 năm 2022 và đi qua tất cả các tỉnh đăng cai trước khi đến chân vạc tại Sân vận động Quốc gia Mỹ Đình, Hà Nội vào ngày 12 tháng 5 năm 2022. 10 vận động viên và cựu vận động viên tiêu biểu của Việt Nam tham gia vào quá trình rước đuốc và châm đuốc.

### Bán vé
Ban Tổ chức Đại hội Thể thao Đông Nam Á khuyến khích từng ban tổ chức cấp tỉnh cho phép khán giả vào các địa điểm thi đấu miễn phí, nhưng quyết định cuối cùng về việc phát hành và/hoặc thu phí vé phụ thuộc vào mỗi tỉnh. Ban tổ chức cho biết Lễ khai mạc sẽ không bán vé, chỉ phát vé mời.  Theo một đại diện của Ban tổ chức thì chỉ tổ chức bán vé môn bóng đá nam, còn lại đều miễn phí. Nhiều nơi thi đấu như Bắc Giang, Hải Phòng, Nam Định và Quảng Ninh đã đề nghị hoặc thông báo miễn phí cho khán giả vào xem thi đấu. Phú Thọ, nơi tổ chức tất cả các trận đấu của Việt Nam ở môn bóng đá nam, đã lên kế hoạch bán vé.

## Đại hội

### Các quy tắc đặc biệt do dịch COVID-19
Do ảnh hưởng của dịch COVID-19, các vận động viên và quan chức phải xét nghiệm COVID-19 theo phương pháp PCR 72 giờ trước khi đến Việt Nam. Trong vòng 24 giờ sau khi nhập cảnh và trước khi thi đấu, các vận động viên, huấn luyện viên, trọng tài sẽ được lấy mẫu xét nghiệm kháng nguyên nhanh.
Nếu một vận động viên hay một thành viên dương tính với COVID-19, môn thi đấu mà vận động viên/thành viên đó tham dự vẫn diễn ra bình thường. Người mắc COVID-19 sẽ được cách ly tại các cơ sở được chỉ định hoặc chuyển đến bệnh viện trong trường hợp nghiêm trọng. Đối với các trường hợp cho kết quả xét nghiệm dương tính trước khi tham dự môn thi đấu, NOC có thể thay bằng vận động viên khác. Tuy nhiên, nếu bị nhiễm COVID-19 trong quá trình thi đấu, vận động viên đó sẽ phải dừng thi đấu, bị hủy kết quả và không thể được thay thế bằng vận động viên khác.
Khán giả đến các địa điểm thi đấu của SEA Games 31 không phải xét nghiệm COVID-19. Tuy nhiên, số lượng khán giả cho phép tại các địa điểm sẽ phụ thuộc vào tình hình dịch bệnh trong khu vực vào thời điểm thi đấu.

### Lễ khai mạc
Lễ khai mạc được tổ chức vào lúc 20 giờ ngày 12 tháng 5 năm 2022 (giờ địa phương) tại Sân vận động Quốc gia Mỹ Đình. NSƯT Trần Ly Ly, Cục trưởng Cục Nghệ thuật Biểu diễn Việt Nam là tổng đạo diễn của buổi lễ. Chỉ 31 vận động viên từ mỗi quốc gia, cũng tượng trưng cho lần thứ 31 của đại hội trong khu vực, tham gia cuộc diễu hành nhằm giảm lây nhiễm virus SARS-CoV-2.

### Các quốc gia tham dự
Tất cả 11 thành viên của Liên đoàn Đại hội Thể thao Đông Nam Á được dự kiến tham gia vào Đại hội Thể thao Đông Nam Á 2021. Dưới đây là các NOC tham gia.
- Brunei (23)
- Campuchia (361)
- Indonesia (499)
- Lào (280)
- Malaysia (584)
- Myanmar (298)
- Philippines (656)
- Singapore (424)
- Thái Lan (888)
- Đông Timor (39)
- Việt Nam (965) (chủ nhà)

### Môn thể thao
Đại hội Thể thao Đông Nam Á lần thứ 31 có 523 bộ huy chương (ban đầu là 526) với 40 môn thể thao, chủ yếu là những môn thể thao được thi đấu tại Thế vận hội và ASIAD. Chủ nhà Việt Nam cam kết không cắt giảm nội dung nào của các môn trong hệ thống Thế vận hội, ước chiếm khoảng 2/3 chương trình thi đấu chính thức.
Có 9 trong 40 môn thể thao không nằm trong số các môn thi đấu tại Thế vận hội và ASIAD, bao gồm: Bi sắt, Cờ (cờ vua, cờ tướng), Khiêu vũ thể thao, Kickboxing, Muay, Pencak silat, Thể hình, Thể thao điện tử và Vovinam. Theo điều lệ của Liên đoàn Thể thao Đông Nam Á (SEAGF), nước chủ nhà phải tổ chức tối thiểu 22 môn thi đấu, trong đó có 2 môn nhóm I (điền kinh và thể thao dưới nước), tối thiếu 14 môn thể thao nhóm II (các môn thi đấu bắt buộc tại Thế vận hội và Á vận hội) và tối đa 8 môn thể thao nhóm III
- Bắn cung (10)

- Bắn súng (22)

- Bi-a (10)

- Bi sắt (8)

- Bowling (6)

- Bóng bàn (7)

- Bóng chuyền (4)

- - Bóng chuyền bãi biển
  - Bóng chuyền trong nhà
- Bóng đá (4)

- -  Bóng đá (2)

- -  Bóng đá trong nhà (2)

- Bóng ném (3)

- Bóng rổ (4)

- -  Bóng rổ 5x5
  -  Bóng rổ 3x3
- Canoeing (19)

- Cầu lông (7)

- Cầu mây (8)

- Chèo thuyền (16)

- Cờ tướng (4)

- Cờ vua (10)

- Cử tạ (14)

- Đấu kiếm (12)

- Điền kinh (47)

- Golf (4)

- Hai môn phối hợp (2)

- Ba môn phối hợp (2)

- Judo (13)

- Jujutsu (6)

- Karate (15)

- Khiêu vũ thể thao (12)

- Kickboxing (12)

- Kurash (10)

- Muay Thái (11)

- Pencak silat (16)

- Quần vợt (7)

- Quyền Anh (11)

- Taekwondo (19)

- Thể dục dụng cụ (21)

- - Thể dục dụng cụ (14)
  - Thể dục nghệ thuật (2)
  - Thể dục nhịp điệu (5)
- Thể hình (10)

- Thể thao dưới nước
  -  Bơi lội (40)

- -  Lặn (13)

- -  Nhảy cầu (8)

- Thể thao điện tử (10)

- Vật (18)

- Vovinam (15)

- Wushu (21)

- Xe đạp (12)

- - Địa hình
  - Đường trường

### Lễ bế mạc
Lễ bế mạc được tổ chức vào lúc 20 giờ ngày 23 tháng 5 năm 2022 (giờ địa phương) tại Cung điền kinh trong nhà Mỹ Đình. NSƯT Trần Ly Ly, Cục trưởng Cục Nghệ thuật Biểu diễn (Việt Nam) là Tổng đạo diễn của buổi lễ.

## Bảng tổng sắp huy chương
Đã có tổng cộng 1759 huy chương được trao, trong đó có 525 huy chương vàng, 522 huy chương bạc và 712 huy chương đồng được trao cho các vận động viên. Màn trình diễn của chủ nhà Việt Nam ở SEA Games lần này là tốt nhất trong lịch sử các kỳ Đại hội Thể thao Đông Nam Á, phá vỡ kỷ lục số huy chương vàng ở 1 kỳ SEA Games (kỷ lục cũ là 194 huy chương vàng của Indonesia tại SEA Games 19).
Có 2 nội dung đã trao 2 huy chương vàng sau khi các vận động viên đạt thành tích ngang nhau ở nội dung Thể dục tự do nữ và Xà đơn nam, cùng ở môn Thể dục dụng cụ.
| Hạng                | Đoàn                | Vàng | Bạc | Đồng | Tổng số |
| ------------------- | ------------------- | ---- | --- | ---- | ------- |
| 1                   | Việt Nam            | 205  | 125 | 116  | 446     |
| 2                   | Thái Lan            | 92   | 103 | 136  | 331     |
| 3                   | Indonesia           | 69   | 91  | 81   | 241     |
| 4                   | Philippines         | 52   | 70  | 104  | 226     |
| 5                   | Singapore           | 47   | 46  | 73   | 166     |
| 6                   | Malaysia            | 39   | 45  | 90   | 174     |
| 7                   | Myanmar             | 9    | 18  | 35   | 62      |
| 8                   | Campuchia           | 9    | 13  | 41   | 63      |
| 9                   | Lào                 | 2    | 7   | 33   | 42      |
| 10                  | Brunei              | 1    | 1   | 1    | 3       |
| 11                  | Đông Timor          | 0    | 3   | 2    | 5       |
| Tổng số (11 đơn vị) | Tổng số (11 đơn vị) | 525  | 522 | 712  | 1759    |

## Tiếp thị

### Thương hiệu
Vào ngày 30 tháng 8 năm 2019, Ủy ban Olympic Việt Nam đã khởi động một cuộc thi toàn quốc để tìm biểu trưng, linh vật, khẩu hiệu và bài hát chính thức cho cả hai Đại hội Thể thao Đông Nam Á 2021 và Đại hội Thể thao Người khuyết tật Đông Nam Á 2021. Cuộc thi sẽ diễn ra đến ngày 30 tháng 10 năm 2019. Ba tác phẩm đứng đầu trong mỗi hạng mục sẽ được giới thiệu và công dân Việt Nam sau đó có thể bỏ phiếu cho tác phẩm chiến thắng.
Vào ngày 20 tháng 10 năm 2019, mẫu linh vật mang tên Vàng, dựa theo nhân vật chú chó trong truyện ngắn nổi tiếng Lão Hạc của nhà văn Nam Cao, được ban tổ chức trao giải linh vật được cộng đồng mạng yêu thích nhất. Tới ngày 26 tháng 10 năm 2019, 3 mẫu linh vật cuối cùng do ban giám khảo chọn lựa được công bố. Cả ba mẫu linh vật được lấy cảm hứng từ những loài động vật tại Việt Nam: sao la, nghê và hổ. Tuy nhiên, những mẫu linh vật được lựa chọn vấp phải phản hồi rất tiêu cực từ công chúng. Ban tổ chức sau đó phải rút lại bài công bố, đồng thời cho biết các mẫu thiết kế này mới chỉ là sơ bộ và sẽ được chỉnh sửa, cải thiện thêm. Do đó, thời hạn công bố bài dự thi chiến thắng vào ngày 31 tháng 10 được lùi sang tháng 11 năm 2019, rồi một lần nữa bị hoãn vô thời hạn.
Tới ngày 19 tháng 11 năm 2020, các tác phẩm được chọn mới được công bố chính thức. Tuy nhiên cuộc thi không chọn được bài hát chủ đề nào. Ban tổ chức quyết định đặt hàng nhạc sĩ Quang Vinh, tác giả bài hát chính thức "Vì một thế giới ngày mai" tại SEA Games 22, để sáng tác bài hát mới cho kỳ đại hội này.
Tại Hội nghị Truyền thông quốc tế SEA Games 31 tổ chức ngày 28 tháng 2 năm 2022, Tiểu ban Thông tin - Truyền thông đã hé lộ bộ nhận diện, bài hát chính thức cho kỳ SEA Games diễn ra tại Việt Nam.

#### Bài hát chủ đề
Bài hát chủ đề được lựa chọn là "Hãy tỏa sáng" (tên tiếng Anh: "Let's shine"), soạn nhạc bởi nhạc sĩ Huy Tuấn, đồng viết lời bởi Huy Tuấn và Đen Vâu. Trong bản nhạc mẫu, nhạc sĩ Huy Tuấn chọn Tùng Dương là ca sĩ thể hiện. Ngoài ca sĩ Tùng Dương, bài hát cũng được góp giọng bởi nhiều nghệ sĩ nổi tiếng của Việt Nam gồm Hồ Ngọc Hà, Isaac, Văn Mai Hương, và rapper Đen Vâu.

#### Biểu trưng
Biểu trưng của kỳ SEA Games thứ 31 là tác phẩm của họa sĩ Hoàng Xuân Hiếu. Thiết kế của họa sĩ Hiếu lấy cảm hứng từ hình ảnh chim bồ câu và bàn tay, kết hợp lại tạo thành hình chữ "V", biểu tượng cho "Victory" (chiến thắng) và "Việt Nam".

#### Linh vật
Linh vật của kỳ Đại hội Thể thao Đông Nam Á năm 2021 là Sao La, lấy cảm hứng từ sao la – một loài động vật quý hiếm ở miền trung Việt Nam. Thiết kế của họa sĩ Ngô Xuân Khôi đã đánh bại 557 mẫu thiết kế khác để chiến thắng cuộc thi sáng tác linh vật năm 2019.

#### Khẩu hiệu

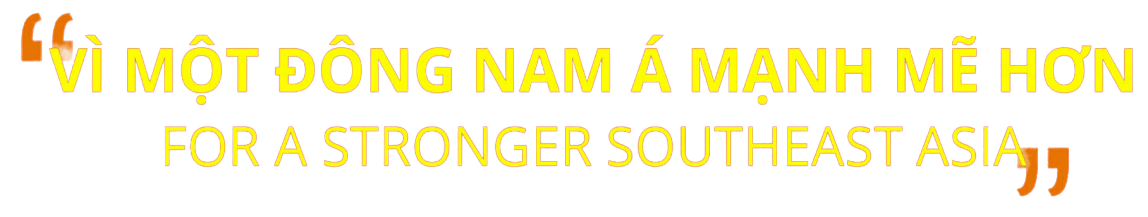
Hình ảnh khẩu hiệu chính thức của Đại hội

"Vì một Đông Nam Á mạnh mẽ hơn" được chọn làm khẩu hiệu chính thức cho kỳ đại hội này. Khẩu hiệu đại diện cho hi vọng của Việt Nam, với tư cách Chủ tịch ASEAN 2020, về một khu vực phát triển mạnh mẽ hơn, đồng thời thể hiện quyết tâm chiến thắng đại dịch COVID-19 của cả khu vực Đông Nam Á.

### Tài trợ
Có 4 hạng nhà tài trợ cho SEA Games 31. Các nhà tài trợ kim cương đã đóng góp hơn 10 tỷ đồng (438.000 đô la Mỹ) tiền mặt hoặc sản phẩm, dịch vụ trị giá 13 tỷ đồng (569.000 đô la Mỹ). Các nhà tài trợ bạch kim đóng góp 5-10 tỷ đồng tiền mặt hoặc 8-13 tỷ đồng sản phẩm, dịch vụ. Các nhà tài trợ vàng đóng góp 3-5 tỷ đồng tiền mặt hoặc 6-8 tỷ đồng sản phẩm, dịch vụ. Đối tác tài trợ đóng góp tiền mặt dưới 3 tỷ đồng hoặc sản phẩm, dịch vụ trị giá dưới 6 tỷ đồng. Vietcontent là nhà tài trợ chính của Đại hội.
Đã có tổng cộng 23 nhà tài trợ, trong đó có 7 nhà tài trợ kim cương, 3 nhà tài trợ bạch kim, 2 nhà tài trợ vàng và 12 đơn vị đồng hành đã cam kết đóng góp cho Đại hội Thể thao Đông Nam Á 2021.
| Tài trợ Đại hội Thể thao Đông Nam Á 2021 | Tài trợ Đại hội Thể thao Đông Nam Á 2021 |
| Hạng                                     | Nhà tài trợ |
| ---------------------------------------- | --- |
| Kim cương                                | Ajinomoto, Động Lực, Jogarbola, Heineken Việt Nam (Bia Việt), Bia Sài Gòn, Stavian Chemical, VNPT |
| Bạch kim                                 | Nestlé (Milo), Digiticket, Trường Sinh Group |
| Vàng                                     | Medicon (TrueLine), Suntory PepsiCo Việt Nam (Revive) |
| Đồng hành                                | Biorgónicos Robech (Exmicror), Hahalolo, OrgaFood, Bảo Việt (Bao Viet Insurance), Hero World, Heron Lake Golf Course (Sân Golf Đầm Vạc), Hanaka Group, Vietravel Airlines, Thinh Long INTRA.,JSC (Khẩu trang N95), TikTok, Viettel Telecom (TV360), TVU Networks |

## Đối tác truyền thông
Chỉ có khoảng 17 môn thi đấu trong số 40 môn của SEA Games 31 được VTV dự kiến tường thuật truyền hình trực tiếp. và trên toàn thế giới  Trong văn bản gửi cho VTV vào ngày 24 tháng 4 năm 2022, ông Trần Đức Phấn - phó tổng cục trưởng phụ trách Tổng cục Thể dục Thể thao - cho biết có nhiều đơn vị truyền hình đã liên hệ với ban tổ chức Đại hội để xin được sản xuất, phát sóng trực tiếp các môn thi mà VTV không sản xuất. Ban tổ chức đại hội đề nghị VTV cung cấp đầu mối để các đơn vị này liên hệ xử lý.
Ban tổ chức Đại hội, Ủy ban Olympic Việt Nam và Đài Truyền hình Việt Nam là các đơn vị nắm giữ bản quyền SEA Games 31 tại Việt Nam. Việc cấp phép phát sóng SEA Games ở lãnh thổ của mỗi nước thuộc thẩm quyền của Ủy ban Olympic Việt Nam và Liên đoàn Thể thao Đông Nam Á.
Giống như các kỳ Đại hội trước, SEA Games 31 sẽ không bán bản quyền truyền hình, kể cả đối với các kênh thương mại. Ngoài ra, một gói dùng tín hiệu truyền hình sạch của truyền hình chủ nhà, được cung cấp tại Trung tâm truyền hình quốc tế (đặt tại Trung tâm Hội nghị Quốc gia), cũng có sẵn cho các đơn vị có nhu cầu.
Chú giải
  *   Quốc gia chủ nhà (Việt Nam)
| Các nước trong khu vực quy định sở hữu bản quyền SEA Games 31 | Các nước trong khu vực quy định sở hữu bản quyền SEA Games 31                                       | Các nước trong khu vực quy định sở hữu bản quyền SEA Games 31                                                                                            | Các nước trong khu vực quy định sở hữu bản quyền SEA Games 31 | Các nước trong khu vực quy định sở hữu bản quyền SEA Games 31                                                          |
| Quốc gia                                                      | Mạng phát sóng                                                                                      | Kênh truyền hình | Phát thanh                                                    | Nền tảng trực tuyến |
| ------------------------------------------------------------- | --------------------------------------------------------------------------------------------------- | --- | ------------------------------------------------------------- | --- |
| Brunei                                                        | RTB                                                                                                 | RTB Perdana | Nasional FM                                                   | RTB Go |
| Campuchia                                                     | Hang Meas                                                                                           | Hang Meas HDTV | Hang Meas FM                                                  | — |
| Đông Timor                                                    | RTTL, Asiansport Channel Network                                                                    | Televisão Timor Leste, Asiansport | Radio Timor Leste                                             | — |
| Indonesia                                                     | TVRI, MNC Media                                                                                     | TVRI, TVRI Sport, MNCTV, RCTI, iNews | Radio Republik Indonesia                                      | MNCTV OFFICIAL, MNC Media (RCTI+ và Vision+)                                                                           |
| Lào                                                           | LNRTV                                                                                               | LNTV | Lao National Radio                                            | — |
| Malaysia                                                      | Astro, RTM                                                                                          | TV1, TV2, Astro Arena, Astro Arena HD | Ai FM, KL FM, Minnal FM, Nasional FM, TraXX FM                | Stadium Astro, MyKlik, Astro Go                                                                                        |
| Myanmar                                                       | MRTV                                                                                                | Sky Net, MRTV-4, MRTV | Myanmar Radio                                                 | — |
| Philippines                                                   | PTV, MediaQuest Holdings, ABS-CBN Corporation, Nine Media Corporation, GMA Network, Inc., Cignal TV | PTV, TV5, One Sports, CNN Philippines SportsDesk, GMA Sports+Action, UNTV, DWET-TV                                                                       | TBA                                                           | Cignal.tv, ABS-CBN Sports, CNN Philippines SportsDesk                                                                  |
| Singapore                                                     | Mediacorp                                                                                           | Channel 5 | CNA938                                                        | Mediacorp Entertainment (meWATCH)                                                                                      |
| Thái Lan                                                      | TV Pool                                                                                             | 3HD, TV5, 7HD, 9 MCOT HD, NBT2HD, GMM 25, PPTV HD 36, T Sports                                                                                           | MCOT Radio Network, NBT Radio                                 | True ID |
| Việt Nam (chủ nhà)                                            | VTV, VOV, VTC, VTVCab, Next Media, FPT, HTV, BTV, HanoiTV, QMG, BGTV                                | VTV1, VTV5, VTV6, VTC1, VTC3, VTC8, HTV1, HTV Key, HTV9, HTV Thể Thao, On Sports, On Sports+, On Football, On Sports News, On Golf, HanoiTV2, QTV3, BGTV | VOV2                                                          | VTV.vn, VTV Go, VTC Now, VOV Live, VOV Media, Next Sports, ON, On Sports TV, FPT Play, HTVC, VIRESA, Hakoza, BacNinhTV |
| Các nước ngoài khu vực sở hữu bản quyền SEA Games 31          | | |                                                               | |
| Toàn cầu                                                      | YouTube, Facebook, TikTok                                                                           | — | —                                                             | SEA Games 31 Viet Nam 2021                                                                                             |

Tại một hội thảo khoa học tổ chức ngày 17 tháng 6 năm 2022, tổng cục trưởng Tổng cục Thể dục Thể thao Đặng Hà Việt công bố SEA Games 31 đã đạt kỷ lục truyền thông trên TikTok với tổng cộng 18,5 tỷ lượt xem cho 2 hashtag chính của Đại hội. Môn bóng đá tại Đại hội được theo dõi nhiều nhất trên nền tảng mạng xã hội này với 3,2 tỷ lượt theo dõi.